# Katharina von Bora

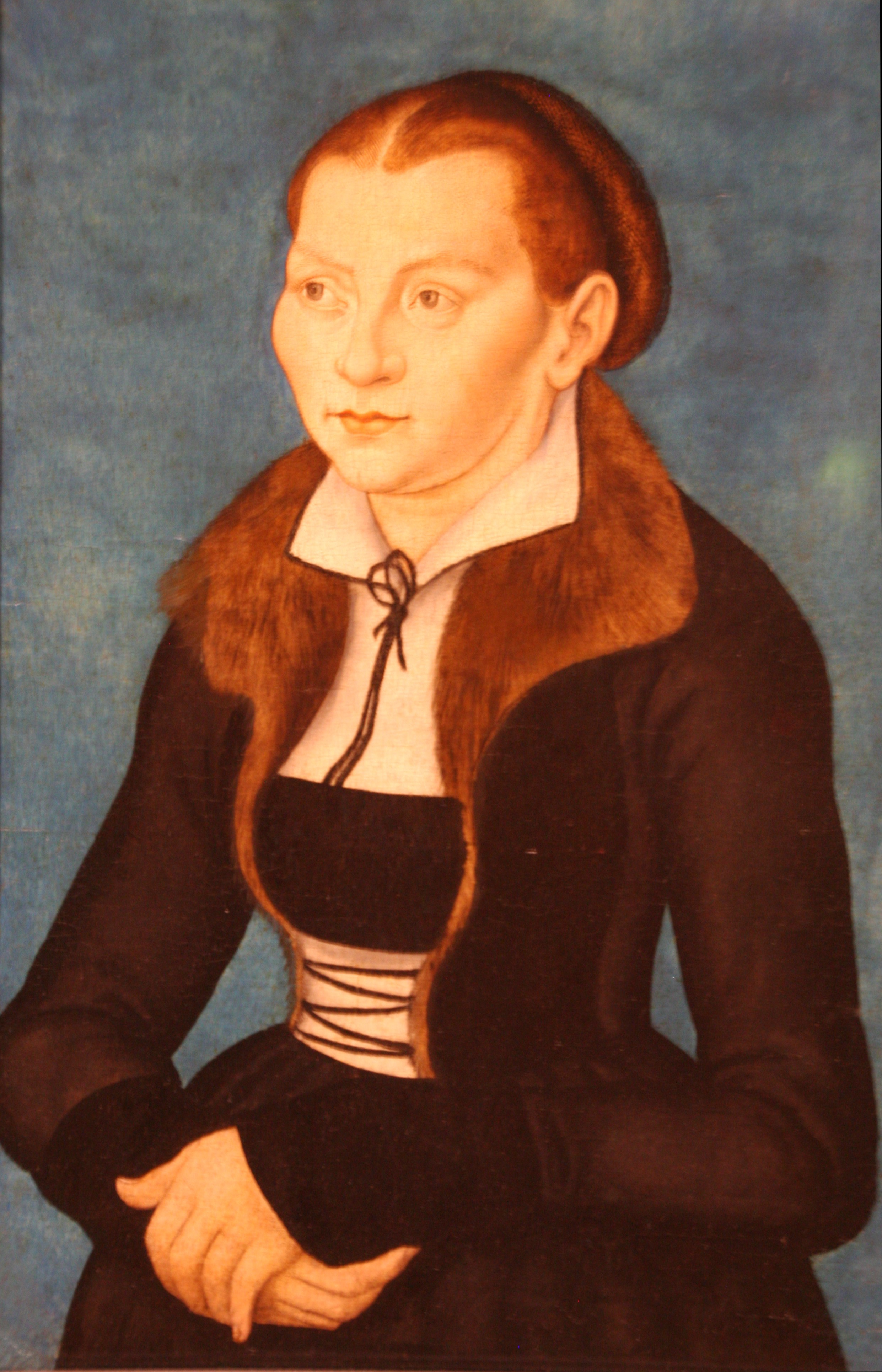
Katharina von Bora porträtterad av Lucas Cranach d.ä. 1528. Pendang till Porträtt av Martin Luther.

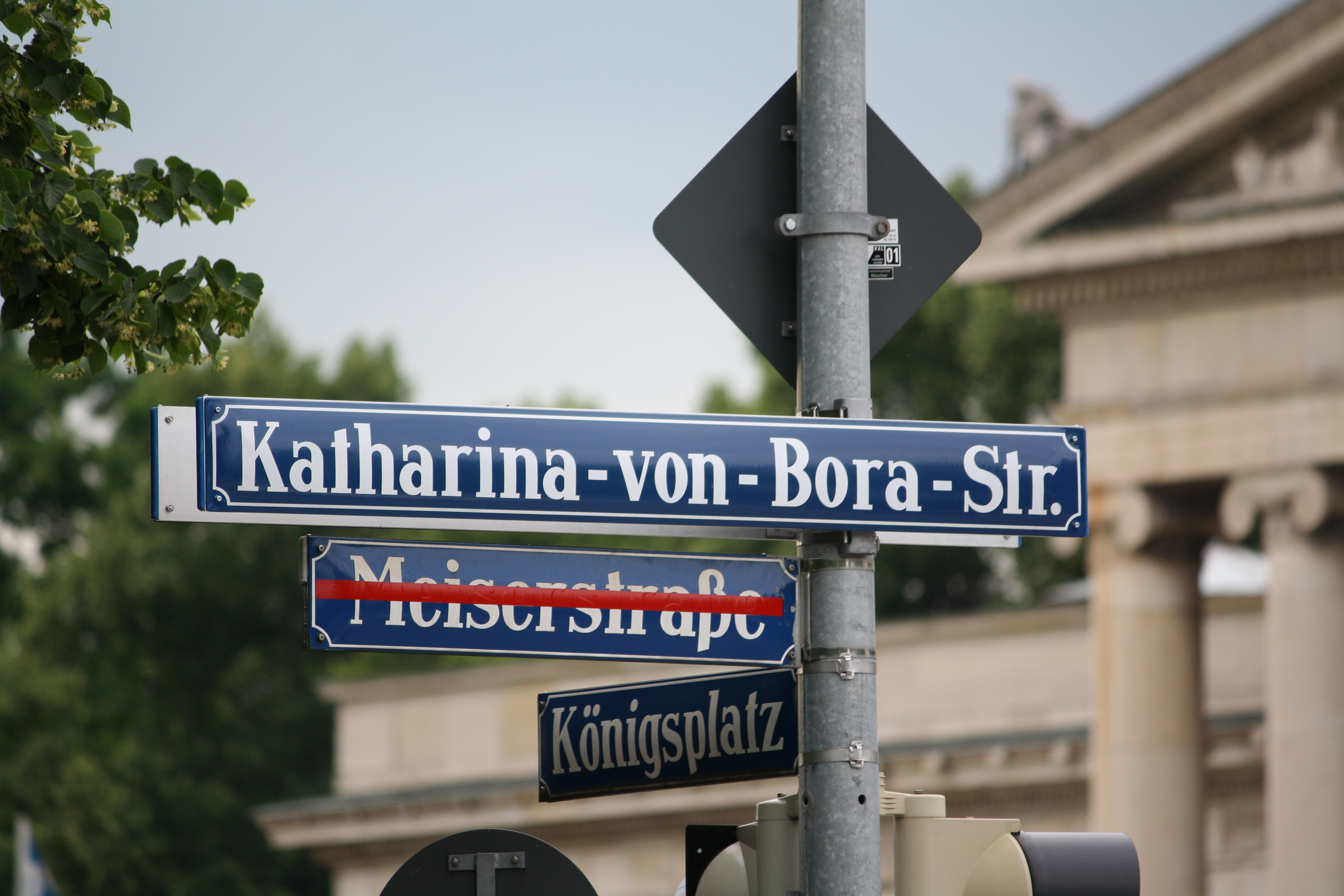
Katharina-von-Bora-Straße (Katharina von Boras gata) i München hette tidigare Meiserstraße, uppkallad efter den bayerske biskopen Hans Meiser. Gatan döptes om 2010.

Katharina von Bora, född 29 januari 1499 i Lippendorf (Neukieritzsch) nära Leipzig, Sachsen, Tyskland, eller Hirschfeld, nära Chemnitz, också i Sachsen, död 20 december 1552 i Torgau, Sachsen, Tyskland, var Martin Luthers hustru från 1525 till hans död 1546.
Katharina föddes som dotter i en fattig adelsfamilj. Hon blev nunna 1515, men 1523 flydde hon tillsammans med åtta andra nunnor från klostret Nibschen, efter påverkan av Luthers läror. Nunnorna ställdes under Luthers beskydd i Wittenberg, och den 13 juni 1525 ingick han äktenskap med Katharina von Bora.
Luther angav senare att orsakerna till giftermålet var fyra – att blidka sin far, som hade önskat se Luther gift, att i handling omsätta sin lära om äktenskapet som ett Guds bud till människorna, av medlidande och ansvarskänsla inför Katharina, samt för att förarga de katolska.
Luthers vänner lär ha ogillat hans val av hustru, men utifrån samtida berättelser verkar äktenskapet ha blivit lyckligt.
Hon avled 1552 i Torgau, efter att ha skadats i en vagnolycka, och ligger begravd i Mariakyrkan i Torgau, där hennes gravsten fortfarande kan beskådas.  I huset där hon dog finns även ett museum tillägnat henne.
2010 döptes gatan Meiserstraße i München, uppkallad efter den bayerske biskopen Hans Meiser, om till Katharina von Boras gata (Katharina-von-Bora-Straße).

## Katharinas barn med Luther
1. 7 juni 1526 föds Luthers äldste son, Johannes (Hans). Dör 1575.
2. 10 december 1527 föds dottern Elisabeth, som dör redan vid åtta månaders ålder.
3. 4 maj 1529 föds dottern Magdalena. Hon dör vid 13 års ålder.
4. 1531 föds sonen Martin. Dör 1565.
5. 1533 föds sonen Paul. Dör 1593.
6. 1534 föds dottern Margarethe. Hon dör 1570. Alla ättlingar till Luther härstammar från henne.